# Склады специй (Римский форум)
Склады специй (лат. horrea piperataria) — некогда склады на римском форуме.
Склады были построены при императоре Домициане в восточной части форума. Кирпичное здание предназначалось для хранения и продажи перца и пряностей из Египта и Аравии. В правление Коммода и Карина постройка сгорела, а с конца III века больше не использовалась и над её руинами была выстроена базилика Максенция.